# Israelische Badmintonmeisterschaft 2014
Die Israelische Badmintonmeisterschaft 2014 fand vom 30. bis zum 31. Mai 2014 im Kibbuz Hatzor statt.

## Medaillengewinner
| Disziplin    | Gold                               | Silber                      | Bronze                           |
| ------------ | ---------------------------------- | --------------------------- | -------------------------------- |
| Herreneinzel | Misha Zilberman                    | Ariel Shainski              | Yonathan Levit                   |
| Herreneinzel | Misha Zilberman                    | Ariel Shainski              | Alexander Bass                   |
| Dameneinzel  | Alina Pugach                       | Dana Kugel                  | Rita Lurie                       |
| Dameneinzel  | Alina Pugach                       | Dana Kugel                  | Yana Molodezki                   |
| Herrendoppel | Alexander Bass Lior Kroitor        | Leon Pugach Anton Kracheny  | Eli Raymond Danny Shneidman      |
| Herrendoppel | Alexander Bass Lior Kroitor        | Leon Pugach Anton Kracheny  | Vladislav Chislov Daniel Chislov |
| Damendoppel  | Dana Kugel Yana Molodezki          | Klil Hochberg Avia Hochberg | Lisa Gilman Sandra Mirtzin       |
| Damendoppel  | Dana Kugel Yana Molodezki          | Klil Hochberg Avia Hochberg | Yuval Pugach Alina Pugach        |
| Mixed        | Misha Zilberman Svetlana Zilberman | Lior Kroitor Dana Kugel     | Ariel Shainski Alina Pugach      |
| Mixed        | Misha Zilberman Svetlana Zilberman | Lior Kroitor Dana Kugel     | Leon Pugach Yuval Pugach         |